# 牛毛毡
牛毛毡（学名：Eleocharis acicularis）为莎草科荸薺屬下的一个种。

## 形态
多年生草本，高2－12厘米；根状茎纤细匍匐；秆纤细像毛发状；密丛生如牛毛毡，所以得名；鳞片状叶子，有微红色的膜质管状叶鞘。

## 分布
分布在越南、日本、缅甸、朝鲜、印度、远东地区以及中国大陆各地等，生长于海拔3,000米以下的地区，多生在池塘边、水田中及湿粘土中，目前尚未由人工引种栽培。

## 水族培養
- [ｋＨ]	0～8
- [ＧＨ]	0～8
- [溫度]	22～30℃
- [ｐＨ]	5.5～7.5